# Colombia op de Olympische Zomerspelen 2012

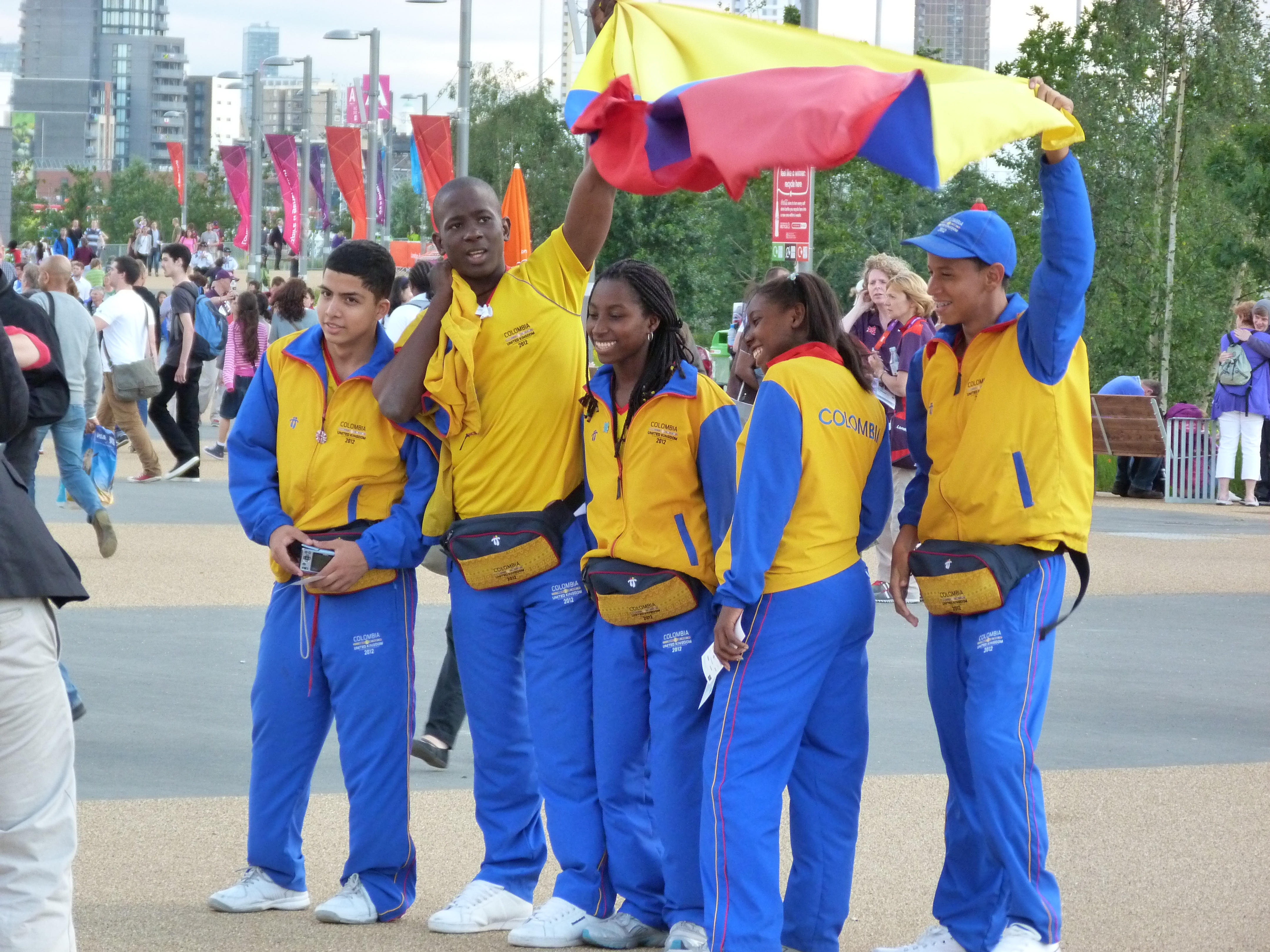

Colombia nam deel aan de Olympische Zomerspelen 2012 in Londen, Verenigd Koninkrijk.

## Medailleoverzicht
| Sport         | Olympiër                    | Onderdeel                      | Medaille |
| ------------- | --------------------------- | ------------------------------ | -------- |
| Wielersport   | Mariana Pajón               | bmx (v)                        | Goud     |
|               |                             |                                |          |
| Atletiek      | Caterine Ibargüen           | hink-stap-springen             | Zilver   |
| Gewichtheffen | Óscar Figueroa              | vedergewicht (-62 kg) (m)      | Zilver   |
| Wielrennen    | Rigoberto Urán              | wegwedstrijd (m)               | Zilver   |
|               |                             |                                |          |
| Gewichtheffen | Ubaldina Valoyes *          | lichtzwaargewicht (-69 kg) (v) | Brons    |
| Judo          | Yuri Alvear                 | middengewicht (-70 kg) (v)     | Brons    |
| Taekwondo     | Óscar Muñoz Oviedo          | -58 kg (m)                     | Brons    |
| Wielersport   | Carlos Oquendo              | bmx (m)                        | Brons    |
| Worstelen     | Jaqueline Rentería Castillo | vrije stijl, -55 kg (v)        | Brons    |

* Deze medaille werd haar in 2020 alsnog toegewezen na diskwalificatie van medaillewinnares Roxana Cocos.

## Deelnemers en resultaten
(m) = mannen (v) = vrouwen 

### Atletiek

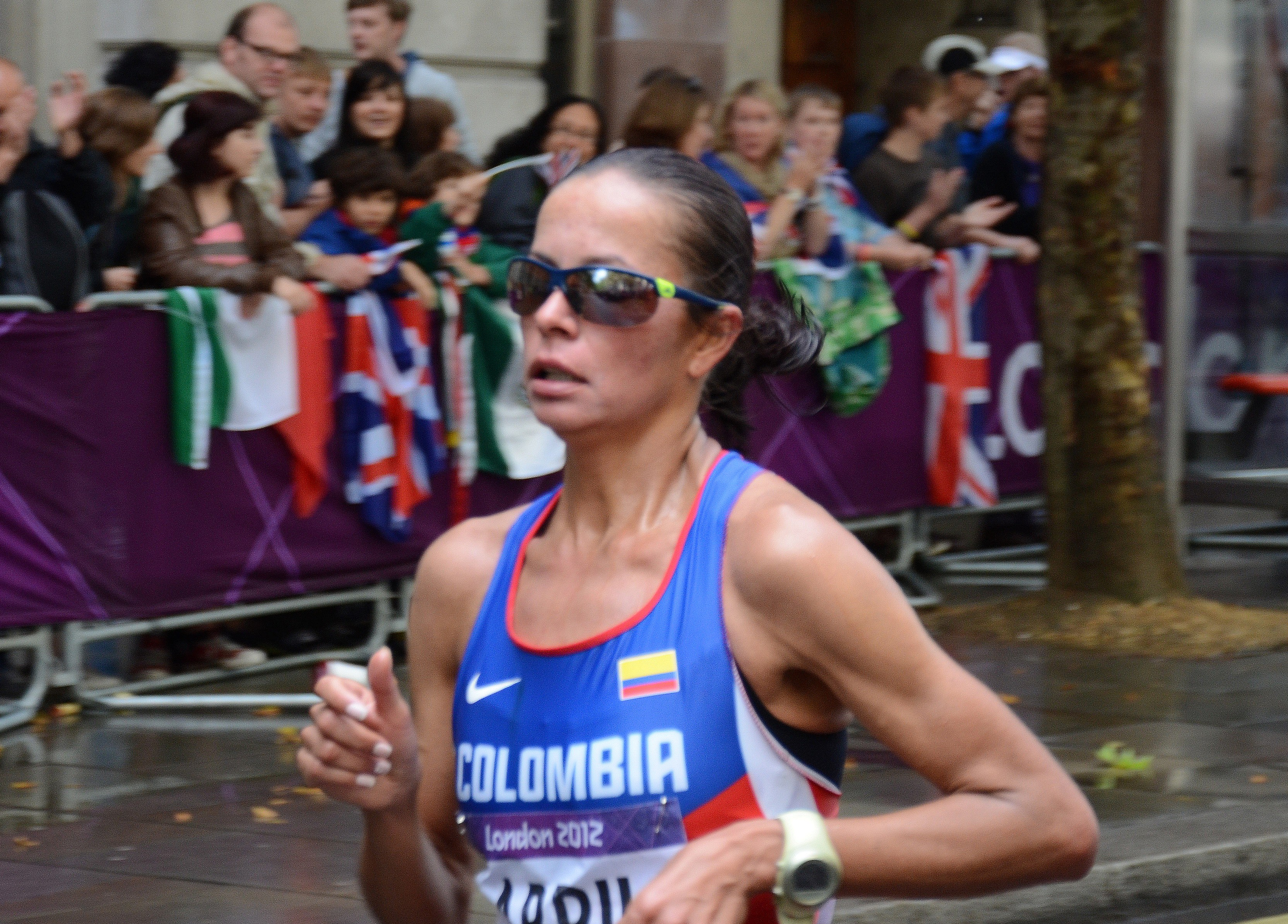
Erika Abril in de olympische marathon

| Olympiër                                                          | Onderdeel              | Resultaat | Prestatie                                                   |
| ----------------------------------------------------------------- | ---------------------- | --------- | ----------------------------------------------------------- |
| Isidro Montoya                                                    | 100m (m)               | 45e       | voorronde: vrij serie 1: 7de in 10,54                       |
| Diego Palomeque                                                   | 400m (m)               | DSQ       | dopinggebruik                                               |
| Rafith Rodriguez                                                  | 800m (m)               | 33e       | serie 6: 4de in 1.47,40                                     |
| Paulo Cesar Villar                                                | 110m horden (m)        | 20e       | serie 1: 5de in 13,55 halve finale 2: 7de in 13,63          |
| Juan Carlos Cardona                                               | Marathon               | 83e       | 2:40.13                                                     |
| Eider Arevalo                                                     | 20km snelwandelen (m)  | 20e       | 1:22.00                                                     |
| Luis Fernando López                                               | 20km snelwandelen (m)  | DSQ       | gediskwalificeerd                                           |
| James Rendon                                                      | 20km snelwandelen (m)  | 28e       | 1:22.54                                                     |
| Freddy Hernandez                                                  | 50km snelwandelen (m)  | 33e       | 3:56.00                                                     |
| Wanner Miller                                                     | hoogspringen (m)       | 9e        | kwalificatie groep B: 6de met 2,26m finale: 9de met 2,25m   |
| Dyron Marquez                                                     | speerwerpen (m)        | 26e       | kwalificatie groep B: 11de met 77,59m                       |
|                                                                   |                        |           |                                                             |
| Yomara Hinestroza                                                 | 100m (v)               | 43e       | voorronde: vrij serie 3: 7de in 11,56                       |
| Norma Gonzales                                                    | 200m (v)               | 35e       | serie 4: 7de in 23,46                                       |
| Jennifer Padilla                                                  | 400m (v)               | DSQ       | serie 7: gediskwalificeerd                                  |
| Rosibel Garcia                                                    | 800m (v)               | 12e       | serie 6: 3de in 2.01,30 halve finale 1: 3de in 2.00n16      |
| Lina Flores                                                       | 100m horden (v)        | 26e       | serie 3: 6de in 13,17                                       |
| Brigitte Merlano                                                  | 100m horden (v)        | 27e       | serie 4: 6de in 13,21                                       |
| Princesa Oliveiros                                                | 400m horden (v)        | 38e       | serie 3: 8ste in 58,95                                      |
| Ángela Figueroa                                                   | 3000m steeplechase (v) | 29e       | serie 2: 15de in 10.25,60                                   |
| Alejandra Idrobo Darlenys Obregon Eliecith Palacios Nelcy Caicedo | 4x100m (v)             | 11e       | serie 2: 5de in 43,21                                       |
| Erika Abril                                                       | marathon (v)           | 51e       | 2:33.33                                                     |
| Yolanda Caballero                                                 | marathon (v)           | DNF       | niet gefinisht                                              |
| Lorena Arenas                                                     | 20km snelwandelen (v)  | 32e       | 1:33.21                                                     |
| Ingrid Hernandez                                                  | 20km snelwandelen (v)  | 34e       | 1:33.34                                                     |
| Arabelly Orjuela                                                  | 20km snelwandelen (v)  | 43e       | 1:35.05                                                     |
| Caterine Ibargüen                                                 | hink-stap-springen (v) | Zilver    | kwalificatie groep B: 2de met 14,42m finale: 2de met 14,80m |
| Sandra Lemus                                                      | kogelstoten (v)        | 28e       | kwalificatie groep A: 14de met 16,50m                       |
| Flor Denis Ruíz                                                   | speerwerpen (v)        | 32e       | kwalificatie groep A: 16de met 54,34m                       |
| Ely Johana Moreno                                                 | kogelslingeren (v)     | 18e       | kwalificatie groep A: 8ste met 68,53m                       |

### Boksen
| Olympiër        | Onderdeel | Resultaat | Prestatie                               |
| --------------- | --------- | --------- | --------------------------------------- |
| Eduar Marriaga  | -60kg (m) | 17e       | 1ste ronde: V van DOM Arias: 8-17       |
| César Villaraga | -64kg (m) | 17e       | 1ste ronde: V van CUB Iglesias: 9-20    |
| Jeysson Monroy  | -81kg (m) | 17e       | 1ste ronde: V van IRI Rouzbahani: 10-12 |

### Boogschieten
| Olympiër         | Onderdeel       | Resultaat | Prestatie                                                               |
| ---------------- | --------------- | --------- | ----------------------------------------------------------------------- |
| Daniel Pineda    | individueel (m) | 33e       | plaatsingsronde: 32ste met 664 punten 1ste ronde: V van TPE Wang: 0-6   |
|                  |                 |           |                                                                         |
| Ana Maria Rendon | individueel (v) | 33e       | plaatsingsronde: 12de met 657 punten 1ste ronde: V van ESP Grandal: 2-6 |

### Gewichtheffen
| Olympiër         | Onderdeel   | Resultaat | Prestatie                                                    |
| ---------------- | ----------- | --------- | ------------------------------------------------------------ |
| Carlos Berna     | -56kg (m)   | 8s        | trekken: 10de met 118kg stoten: 7de met 150kg totaal: 268kg  |
| Sergio Rada      | -56kg (m)   | 7e        | trekken: 10de met 118kg stoten: 6de met 151kg totaal: 269kg  |
| Óscar Figueroa   | -62kg (m)   | Zilver    | trekken: 3de met 140kg stoten: 1ste met 177kg totaal: 317kg  |
| Doyler Sánchez   | -69kg (m)   | 14e       | trekken: 14de met 138kg stoten: 13de met 170kg totaal: 308kg |
|                  |             |           |                                                              |
| Rusmeri Villar   | -53kg (v)   | 6e        | trekken: 7de met 87kg stoten: 8ste met 108kg totaal: 195kg   |
| Jackelin Heredia | -58kg (v)   | 10e       | trekken: 9de met 100kg stoten: 9de met 125kg totaal: 225kg   |
| Lina Rivas       | -58kg (v)   | DNF       | trekken: 4de met 103kg stoten: geen geldige poging           |
| Ubaldina Valoyes | -69kg (v) * | 6e        | trekken: 6de met 111kg stoten: 6de met 135kg totaal: 246kg   |

* Oorspronkelijke uitslag van voor de latere doorgevoerde diskwalificaties.

### Gymnastiek
| Olympiër           | Onderdeel                | Resultaat | Prestatie |
| Turnen             | Turnen                   | Turnen    | Turnen |
| ------------------ | ------------------------ | --------- | --- |
| Jorge Hugo Giraldo | individueel meerkamp (m) | 33e       | vloer: 64ste met 13,400 punten paard met bogen: 63ste met 12,166 punten ringen: 20ste met 14,933 punten sprong: 43ste met 15,466 punten balk met gelijke leggers: 60ste met 13,633 punten rekstok: 57ste met 13,500 punten totaal: 83,098 punten |
|                    |                          |           | |
| Jessica Gil        | individueel meerkamp (v) | 42e       | vloer: 53ste met 13,066 punten sprong: 62ste met 13,533 punten brug: 61ste met 12,633 punten balk: 61ste met 12,266 punten totaal: 51,498 punten                                                                                                 |

### Judo
| Olympiër       | Onderdeel | Resultaat | Prestatie |
| -------------- | --------- | --------- | --- |
| Yadinys Amaris | -57kg (v) | 20e       | 1ste ronde: vrij 2de ronde: V van USA Malloy: ippon |
| Yuri Alvear    | -70kg (v) | Brons     | 1ste ronde: W van BRA Mazzoleni: ippon 2de ronde: W van ANG Moreira: ippon kwartfinale: V van FRA Décosse: ippon herkansingen: W van SLO Sraka: ippon bronzen finale: W van CHN Chen: waza-ari |

### Paardensport
| Olympiër       | Onderdeel      | Resultaat      | Prestatie |
| Springconcours | Springconcours | Springconcours | Springconcours |
| -------------- | -------------- | -------------- | --- |
| Daniel Bluman  | individueel    | 20e            | kwalificatie 7de 1ste ronde: 0 strafpunten 2de ronde: 1 strafpunt 3de ronde: 4 strafpunten totaal: strafpunten finale 1ste ronde: 4 strafpunten 2de ronde: 9 strafpunten totaal: 13 strafpunten |
| Rodrigo Diaz   | individueel    | 53e            | kwalificatie 1ste ronde: 1 strafpunt 2de ronde: 10 strafpunten totaal: 11 strafpunten |

### Schermen
| Olympiër              | Onderdeel  | Resultaat | Prestatie                                                |
| --------------------- | ---------- | --------- | -------------------------------------------------------- |
| Saskia Loretta Garcia | floret (v) | 17e       | 1ste ronde: vrij 2de ronde: V van GER Golubytsskyi: 9-14 |

### Schietsport
| Olympiër    | Onderdeel | Resultaat | Prestatie                                           |
| ----------- | --------- | --------- | --------------------------------------------------- |
| Danilo Caro | trap (m)  | 29e       | kwalificatie: 29ste met 115 punten (24-23-22-24-22) |

### Schoonspringen
| Olympiër        | Onderdeel     | Resultaat | Prestatie                                                              |
| --------------- | ------------- | --------- | ---------------------------------------------------------------------- |
| Sebastián Villa | 3m plank (m)  | 21e       | voorronde: 21ste met 414,90 punten                                     |
| Victor Ortega   | 10m toren (m) | 17e       | voorronde: 13de met 450,60 punten halve finale: 17de met 439,55 punten |
| Sebastián Villa | 10m toren (m) | 22e       | voorronde: 22ste met 419,25 punten                                     |

### Taekwondo
| Olympiër    | Onderdeel | Resultaat | Prestatie |
| ----------- | --------- | --------- | --- |
| Óscar Muñoz | -58kg (m) | Brons     | voorronde: W van ALG El-Yamine: 8-1 kwartfinale: W van YEM Al-Kubati: 14-2 halve finale: V van ESP Gonzalez: 4-13 bronzen finale: W van THA Karaket: 6-4 |

### Tafeltennis
| Olympiër     | Onderdeel     | Resultaat | Prestatie                                                                         |
| ------------ | ------------- | --------- | --------------------------------------------------------------------------------- |
| Paula Medina | enkelspel (v) | 61e       | voorronde: vrij 1ste ronde: V van UKR Bilenko: 1-4 (4-11, 2-11, 8-11, 11-8, 7-11) |

### Tennis
| Olympiër                              | Onderdeel      | Resultaat | Prestatie                                                                              |
| ------------------------------------- | -------------- | --------- | -------------------------------------------------------------------------------------- |
| Alejandro Falla                       | enkelspel (m)  | 33e       | 1ste ronde: V van SUI Federer: 3-6, 7-5, 3-6                                           |
| Santiago Giraldo                      | enkelspel (m)  | 17e       | 1ste ronde: W van USA Harrison: 7-5, 6-3 2de ronde: V van BEL Darcis: 7-6(4), 4-6, 4-6 |
| Juan Sebastian Cabal Santiago Giraldo | dubbelspel (m) | 17e       | 1ste ronde: V van CRO Čilić / Dodig: 3-6, 4-6                                          |
|                                       |                |           |                                                                                        |
| Mariana Duque                         | enkelspel (v)  | 33e       | 1ste ronde: V van RUS Kirilenko: 0-6, 1-1, opgave                                      |

### Triatlon
| Olympiër         | Onderdeel | Resultaat | Prestatie |
| ---------------- | --------- | --------- | --------- |
| Carlos Quinchara | mannen    | 53e       | 1:54.10   |

### Voetbal
| Olympiër | Onderdeel | Resultaat | Prestatie                                                                           |
| --- | --------- | --------- | ----------------------------------------------------------------------------------- |
| Stefany Castaño Tatiana Ariza Natalia Gaitán Natalia Ariza Nataly Arias Daniela Montoya Oriánica Velásquez Yoreli Rincón Carmen Rodallega Catalina Usme Liana Salazar Sandra Sepúlveda Yulieth Domínguez Kelis Peduzine Ingrid Vidal Lady Andrade Melissa Ortiz Ana María Montoya | vrouwen   | 11e       | groep G: 4de V van Noord-Korea: 0-2 V van Verenigde Staten 0-3 V van Frankrijk: 0-1 |

| Groep G |                  |             |             |             |             |            |            |            |        |
| #       | Land             | Wedstrijden | Wedstrijden | Wedstrijden | Wedstrijden | Doelpunten | Doelpunten | Doelpunten | Punten |
| #       | Land             | G           | W           | G           | V           | V          | T          | Saldo      | Punten |
| 1       | Verenigde Staten | 3           | 3           | 0           | 0           | 8          | 2          | +6         | 9      |
| 2       | Frankrijk        | 3           | 2           | 0           | 1           | 8          | 4          | +4         | 6      |
| 3       | Noord-Korea      | 3           | 1           | 0           | 2           | 2          | 6          | -4         | 3      |
| 4       | Colombia         | 3           | 0           | 0           | 3           | 0          | 6          | -6         | 0      |

| Ronde      | Datum     | Plaats           | Land | Score       | Land |
| ---------- | --------- | ---------------- | ---- | ----------- | ---- |
| Groepsfase |           |                  |      |             |      |
| 25 juli    | Glasgow   | Colombia         | 0-2  | Noord-Korea |      |
| 28 juli    | Glasgow   | Verenigde Staten | 3-0  | Colombia    |      |
| 31 juli    | Newcastle | Frankrijk        | 1-0  | Colombia    |      |

### Wielersport
| Olympiër                                                              | Onderdeel                | Resultaat | Prestatie |
| Baan                                                                  | Baan                     | Baan      | Baan |
| --------------------------------------------------------------------- | ------------------------ | --------- | --- |
| Fabian Puerta                                                         | keirin (m)               | 15e       | 1ste ronde: 3de herkansingen: 5de |
| Juan Esteban Arango                                                   | omnium (m)               | 10e       | vliegende ronde: 8ste in 13,469 puntenkoers: 17de met -18 punten afvalling: 13de individuele achtervolging: 4de in 4.25,777 scratch: 11de tijdrit: 7de in 1.03,793 totaal: 10de met 60 punten |
| Juan Esteban Arango Edwin Ávila Arles Castro Weimar Roldan Kevin Rios | ploegenachtervolging (m) | 8e        | kwalificatie: 7de in 4.03,712 halve finale: V van Spanje: 4.05,485 |
|                                                                       |                          |           | |
| Diana Garcia                                                          | keirin (v)               | 17e       | 1ste ronde: 4de herkansingen: 6de |
| Diana Garcia                                                          | sprint (v)               | 13e       | kwalificatie: 13de in 11,376 1ste ronde: V van CUB Guerra herkansingen: V van NZL Hansen |
| Maria Luisa Calle                                                     | omnium (v)               | 16e       | vliegende ronde: 18de in 15,559 puntenkoers: 8ste met 22 punten afvalling: 14de individuele achtervolging: 7de in 3.40,349 scratch: 11de tijdrit: 18de in 37,937 totaal: 16de met 76 punten   |
| Diana Garcia Juliana Gaviria                                          | teamsprint (v)           | 10e       | kwalificatie: 10de in 34,870 |
| BMX                                                                   |                          |           | |
| Andres Jimenes                                                        | mannen                   | 6e        | plaatsingsronde: 5de in 38,445 kwartfinale: 4de met 17 punten halve finale: 4de met 12 punten finale: 6de in 53,377                                                                           |
| Carlos Mario Oquendo                                                  | mannen                   | Brons     | plaatsingsronde: 14de in 38,775 kwartfinale: 4de met 21 punten halve finale: 4de met 11 punten finale: 3de in 38,251                                                                          |
|                                                                       |                          |           | |
| Mariana Pajón                                                         | vrouwen                  | Goud      | plaatsingsronde: 3de in 38,787 halve finale: 1ste met 3 punten finale: 1ste in 37,706 |
| Mountainbike                                                          |                          |           | |
| Leonardo Paez                                                         | mannen                   | 28e       | 1:36.02 |
|                                                                       |                          |           | |
| Laura Abril                                                           | vrouwen                  | DNF       | niet gefinisht |
| Weg                                                                   |                          |           | |
| Fabio Duarte                                                          | tijdrit (m)              | 35e       | 57.34,20 |
| Rigoberto Urán                                                        | wegwedstrijd (m)         | Zilver    | 5:45.57 |
| Fabio Duarte                                                          | wegwedstrijd (m)         | DNF       | niet gefinisht |
| Sergio Henao                                                          | wegwedstrijd (m)         | 16e       | 5:46.05 |

### Worstelen
| Olympiër             | Onderdeel   | Resultaat   | Prestatie |
| Vrije stijl          | Vrije stijl | Vrije stijl | Vrije stijl |
| -------------------- | ----------- | ----------- | --- |
| Carolina Castillo    | -48kg (v)   | 11de        | kwalificatie: V van MGL Otgontsetseg: 0-3 |
| Jackeline Rentería   | -55kg (v)   | Brons       | kwalificatie: vrij 1ste ronde: W van PRK Han: 3-1 kwartfinale: W van ECU Antes: 3-1 halve finale: V van CAN Verbeek: 0-3 bronzen finale: W van UKR Lazareva: 3-1 |
| Ana Talia Betancourt | -72kg (v)   | 17e         | kwalificatie: vrij 1ste ronde: V van ESP Unda: 0-3 |

### Zeilen
| Olympiër        | Onderdeel | Resultaat | Prestatie                                     |
| --------------- | --------- | --------- | --------------------------------------------- |
| Santiago Grillo | RS:X (m)  | 37e       | 302 punten: (35-34-34-33-DSQ-37-30-36-DNF-31) |
| Andrey Quintero | laser (m) | 40e       | 325 punten: (40-31-37-25-39-41-36-39-DNF-37)  |

### Zwemmen
| Olympiër                | Onderdeel            | Resultaat | Prestatie                                               |
| ----------------------- | -------------------- | --------- | ------------------------------------------------------- |
| Mateo de Angulo         | 400m vrije slag (m)  | 26e       | serie 1: 2de in 3.57,76                                 |
| Omar Andres Pinzón      | 100m rugslag (m)     | 32e       | serie 2: 2de in 55,37                                   |
| Omar Andres Pinzón      | 200m rugslag (m)     | 16e       | serie 4: 4de in 1.58,20 halve finale 2: 8ste in 1.58,99 |
| Omar Andres Pinzón      | 200m vlinderslag (m) | 34e       | serie 1: 2de in 2.01,32                                 |
|                         |                      |           |                                                         |
| Carolina Colorado Henao | 100m rugslag (v)     | 28e       | serie 3: 3de in 1.01,81                                 |
| Carolina Colorado Henao | 200m rugslag (v)     | 27e       | serie 1: 2de in 2.13,64 (NR)                            |

Afghanistan · Albanië · Algerije · Amerikaanse Maagdeneilanden · Amerikaans-Samoa · Andorra · Angola · Antigua en Barbuda · Argentinië · Armenië · Aruba · Australië · Azerbeidzjan · Bahama's · Bahrein · Bangladesh · Barbados · België · Belize · Benin · Bermuda · Bhutan · Bolivia · Bosnië en Herzegovina · Botswana · Brazilië · Britse Maagdeneilanden · Brunei · Bulgarije · Burkina Faso · Burundi · Cambodja · Canada · Centraal-Afrikaanse Republiek · Chili · China · Chinees Taipei · Colombia · Comoren · Congo-Brazzaville · Congo-Kinshasa · Cookeilanden · Costa Rica · Cuba · Cyprus · Denemarken · Djibouti · Dominica · Dominicaanse Republiek · Duitsland · Ecuador · Egypte · El Salvador · Equatoriaal-Guinea · Eritrea · Estland · Ethiopië · Fiji · Filipijnen · Finland · Frankrijk · Gabon · Gambia · Georgië · Ghana · Grenada · Griekenland · Groot-Brittannië · Guam · Guatemala · Guinee · Guinee‑Bissau · Guyana · Haïti · Honduras · Hongarije · Hongkong · Ierland · IJsland · India · Indonesië · Irak · Iran · Israël · Italië · Ivoorkust · Jamaica · Japan · Jemen · Jordanië · Kaaimaneilanden · Kaapverdië · Kameroen · Kazachstan · Kenia · Kirgizië · Kiribati · Koeweit · Kroatië · Laos · Lesotho · Letland · Libanon · Liberia · Libië · Liechtenstein · Litouwen · Luxemburg · Macedonië · Madagaskar · Malawi · Maldiven · Maleisië · Mali · Malta · Marshalleilanden · Marokko · Mauritanië · Mauritius · Mexico · Micronesië · Moldavië · Monaco · Mongolië · Montenegro · Mozambique · Myanmar · Namibië · Nauru · Nederland · Nepal · Nicaragua · Nieuw-Zeeland · Niger · Nigeria · Noord-Korea · Noorwegen · Oeganda · Oekraïne · Oezbekistan · Oman · Oostenrijk · Oost-Timor · Pakistan · Palau · Palestina · Panama · Papoea-Nieuw-Guinea · Paraguay · Peru · Polen · Portugal · Puerto Rico · Qatar · Roemenië · Rusland · Rwanda · Saint Kitts en Nevis · Saint Lucia · Saint Vincent en Grenadines · Salomonseilanden · Samoa · San Marino · Sao Tomé en Principe · Saoedi-Arabië · Senegal · Servië · Seychellen · Sierra Leone · Singapore · Slovenië · Slowakije · Soedan · Somalië · Spanje · Sri Lanka · Suriname · Swaziland · Syrië · Tadzjikistan · Tanzania · Thailand · Togo · Tonga · Trinidad en Tobago · Tsjaad · Tsjechië · Tunesië · Turkije · Turkmenistan · Tuvalu · Uruguay · Vanuatu · Venezuela · Verenigde Arabische Emiraten · Verenigde Staten · Vietnam · Wit-Rusland · Zambia · Zimbabwe · Zuid-Afrika · Zuid-Korea · Zweden · Zwitserland · Onafhankelijke atleten